# Tiro con l'arco ai VI Giochi paralimpici estivi
Per il tiro con l'arco ai Giochi paralimpici estivi di Arnhem 1980 furono assegnati 15 titoli (10 maschili e 5 femminili).

## Nazioni partecipanti
- Australia (4)
- Austria (5)
- Belgio (7)
- Canada (3)
- Corea del Sud (2)
- Danimarca (2)
- Finlandia (7)
- Francia (9)
- Germania Ovest (13)
- Giappone (5)
- Gran Bretagna (7)
- Italia (2)
- Lussemburgo (1)
- Messico (1)
- Norvegia (9)
- Nuova Zelanda (5)
- Paesi Bassi (9)
- Polonia (2)
- Spagna (1)
- Svezia (6)
- Svizzera (3)
- Stati Uniti (7)
- Zimbabwe (1)

## Medagliere
| Posizione | Paese          | Oro | Argento | Bronzo | Totale |
| --------- | -------------- | --- | ------- | ------ | ------ |
| 1         | Germania Ovest | 3   | 1       | 2      | 6      |
| 2         | Austria        | 1   | 1       | 1      | 3      |
| 2         | Giappone       | 1   | 1       | 1      | 3      |
| 2         | Norvegia       | 1   | 1       | 1      | 3      |
| 5         | Belgio         | 1   | 1       | 0      | 2      |
| 5         | Finlandia      | 1   | 1       | 0      | 2      |
| 5         | Nuova Zelanda  | 1   | 1       | 0      | 2      |
| 5         | Stati Uniti    | 1   | 1       | 0      | 2      |
| 9         | Francia        | 1   | 0       | 3      | 4      |
| 10        | Canada         | 1   | 0       | 0      | 1      |
| 10        | Danimarca      | 1   | 0       | 0      | 1      |
| 10        | Messico        | 1   | 0       | 0      | 1      |
| 10        | Corea del Sud  | 1   | 0       | 0      | 1      |
| 14        | Gran Bretagna  | 0   | 2       | 2      | 4      |
| 15        | Paesi Bassi    | 0   | 1       | 1      | 2      |
| 15        | Svezia         | 0   | 1       | 1      | 2      |
| 17        | Australia      | 0   | 1       | 0      | 1      |
| 17        | Polonia        | 0   | 1       | 0      | 1      |
| Totale    | Totale         | 15  | 14      | 12     | 41     |

## Podi

### Gare maschili
| Evento                             | Oro                                                    | Argento                                              | Bronzo                                             |
| Round metrico avanzato paraplegici | Corea del Sud - Yoon Bae Kim                           | Austria - M. Petschnig                               | Austria - Felix Lettner                            |
| Doppio FITA amputati               | Danimarca - Finn Larsen                                | Germania Ovest - Manfred Brenne                      | Giappone - Masao Sato                              |
| Doppio FITA novizi paraplegici     | Messico - Alfredo Chavez                               | Paesi Bassi - Jappie Walstra                         | Paesi Bassi - H. van der Liefvoort                 |
| Doppio FITA novizi tetraplegici    | Finlandia - K. Karkainen                               | Giappone - Tadashi Kishino                           | Svezia - Kent Andersson-Tannerstad                 |
| Doppio FITA paraplegici            | Germania Ovest - H. Geiss                              | Belgio - Guy Grun                                    | Gran Bretagna - John Buchanan                      |
| Doppio FITA amputati a squadre     | Germania Ovest Manfred Brenne Hilmar Butenhoff K. Pohl | Svezia Sune Appelkvist Nicolai Babkin Jan O. Carsson |                                                    |
| Doppio FITA paraplegici a squadre  | Belgio Filip Bardoel Guy Grun Jozef Meysen             | Gran Bretagna John Buchanan Alan Corrie Ian Smith    | Germania Ovest H. Geiss U. Pfeffer R. Schmidberger |
| Doppio FITA tetraplegici           | Canada - T. Parker                                     | Norvegia - Oddbjorn Stebekk                          | Francia - G. Lafont                                |
| Metrico corto paraplegici          | Francia - J. M. Chapuis                                | Stati Uniti - L. Zeise                               | Francia - J. Thion                                 |
| Metrico corto tetraplegici         | Germania Ovest - Siegmar Henker                        | Australia - Ian Trewhella                            | Norvegia - Svein Kristiansen                       |

### Gare femminili
| Evento                           | Oro                             | Argento                            | Bronzo                            |
| Metrico avanzato paraplegiche    | Stati Uniti - K. Unsicker       | Nuova Zelanda - Eve Rimmer         | Gran Bretagna - G. Matthews       |
| Doppio FITA amputate             | Norvegia - Marie Rosvik         | Polonia - Ewa Kwiecinska           | Francia - Marie-Francoise Hybois  |
| Doppio FITA novizie paraplegiche | Giappone - Chiyoko Ohmae        |                                    |                                   |
| Doppio FITA paraplegiche         | Nuova Zelanda - Neroli Fairhall | Finlandia - Elli Korva             | Germania Ovest - Anneliese Dersen |
| Metrico corto paraplegiche       | Austria - Rosa Schweizer        | Gran Bretagna - Valerie Williamson |                                   |